# Haïm Brezis
Haïm Brezis (Riom-ès-Montagnes, 1º giugno 1944 – Gerusalemme, 7 luglio 2024) è stato un matematico francese, specializzato in analisi funzionale, con applicazioni alle equazioni differenziali alle derivate parziali.

## Biografia
Si laureò all'Università di Parigi, dove conseguì il dottorato nel 1972 (supervisionato da Gustave Choquet). Fu professore dell'Università Pierre e Marie Curie dal 1972, e fu maître de conférences all'École polytechnique dal 1973 al 1985. Fu membro dell'Academia Europæa e socio straniero della National Academy of Sciences statunitense.
Tra i titoli onorifici ottenne un dottorato alla Scuola internazionale superiore di studi avanzati di Trieste, una laurea dell'Università Autonoma di Madrid e una dell'Università Normale di Pechino, oltre al titolo di Cavaliere della legion d'onore francese. Nel 2010 entrò anche a far parte dell'Accademia Nazionale dei Lincei come membro straniero.

## Opere
- Analisi funzionale - Teoria e applicazioni, Liguori editore, Napoli, 1990, ISBN 88-207-1501-5.
  - Analyse fonctionelle. Théorie et applications, Masson, Parigi, 1983 ISBN 2-225-77198-7.
- Operateurs maximaux monotones et semi-groupes de contractions dans les espaces de Hilbert, North Holland, 1973, ISBN 0-444-10430-5.